# کیم اول دونگ
کیم اول دونگ (کره‌ای: 김을동؛ زادهٔ ۵ سپتامبر ۱۹۴۵) سیاستمدار اهل کره جنوبی و بازیگر سابق است. او پس از بازنشسته شدن از بازیگری وارد عرصه سیاست شد. او به عنوان عضو مجلس هجدهم، نوزدهم (ناحیه سونگپا) مجلس ملی) و به عنوان رئیس حزب سه‌نوری انتخاب شد. او نوهٔ کیم جوا جین، دختر کیم دو هان و مادر بازیگر سونگ ایل گوک است. کیم در بیستمین انتخابات عمومی سال ۲۰۱۶، نتوانست به عنوان عضو مجلس ملی انتخاب شود.